# Wettstetten
Wettstetten er en kommune i Landkreis Eichstätt i Regierungsbezirk Oberbayern i den tyske delstat Bayern.

## Geografi
Wettstetten ligger i Region Ingolstadt. 

I Kommunen ligger landsbyerne Wettstetten og Echenzell.

### Nabokommuner
- Etting (bydel i Ingolstadt)
- Gaimersheim/ Rackertshofen
- Hepberg
- Lenting

- Wikimedia Commons har flere filer relateret til Wettstetten